# Scooby Doo! Mystery Mayhem
Scooby Doo! Mystery Mayhem is een computerspel uit 2004, gebaseerd op de animatieserie Scooby Doo. Het spel werd gemaakt door Artificial Mind and Movement, en uitgebracht door THQ.

## Verhaal
Scooby Doo en de Mystery Inc. groep hebben zich weer op een zaak gestort. Maar dit keer hebben ze niet te maken met een verklede crimineel. Een mysterieuze schurk heeft een magisch boek gebruikt om een leger van geesten, monsters en zombies los te laten. Shaggy en Scooby vinden dit boek, en beginnen het te gebruiken om de monsters weer op te sluiten.

## Gameplay
De levels zijn standaard, met slechts drie hoofddoelen:
- Sluit alle monsters op.
- Vind vijf aanwijzingen.
- Beëindig het level en alle bijbehorende missies.

De speler kan sandwich ingrediënten verzamelen in het level om minigames te ontsluiten. Aan het eind van een level moet een eindbaas worden verslagen. In plaats van een energiemeter hebben Scooby en Shaggy een "Cool Meter". Deze neemt af als de twee schrikken van iets, en als de meter helemaal leeg is gaan ze er bang vandoor. Om de meter weer aan te vullen moet de speler Scooby Snacks verzamelen.

## Personages
- Scooby-Doo
- Shaggy Rogers
- Daphne Blake
- Velma Dinkley
- Fred Jones
- Alan Dinsdale
- The Milton Brothers
- Robert Zabrinski
- Johnny Channayapatra
- Billy Bob
- Travis Sherman
- Selena Drake
- Jeremy Rhodes
- Mindi Stiles
- ShermanTech Scienists
- Mercenaries
- The get away vehicle